# AC/DC
Az AC/DC ausztrál hard rock zenekart Malcolm és Angus Young testvérek alapították 1973 decemberében, Sydney-ben. Nevük jelentése: váltóáram/egyenáram (az angol alternating current/direct current rövidítése).

## Jelentősége
Az együttes a rock zenei műfaj úttörője, kiemelkedő csapata. Számos tagcsere után 1975-re alakult ki első stabil felállásuk – Malcolm Young ritmusgitáros, Angus Young szólógitáros, Bon Scott énekes, Phil Rudd dobos, Mark Evans basszusgitáros – és kiadták első albumukat High Voltage címmel. Ugyanebben az évben még egy, T.N.T. című lemezt is kiadtak. A két anyag hamar sikert aratott, ennek köszönhetően lehetőségük nyílt Európában is koncerteket adni. Így egy szélesebb réteg is megismerhette az AC/DC zenéjét. 
Növekvő népszerűségük és a következő két évben kiadott lemezeik – Dirty Deeds Done Dirt Cheap, Let There Be Rock – új távlatokat nyitottak meg a zenekar életében, ugyanis eljuthattak az Amerikai Egyesült Államokba. Az 1978-ban kiadott Powerage albumon már Cliff Williams játszott basszusgitáron. Az igazi áttörést a Highway to Hell lemez hozta meg. Ez minden korábbi anyaguknál nagyobb sikert aratott, és jelentősen növelte rajongótáborukat. A csapat a csúcsról hirtelen a mélybe zuhant, amikor 1980 februárjában elhunyt Bon Scott énekes. Halála mind társait, mind a rajongókat érintette, és az AC/DC kis híján feloszlott.
Pár hónappal Scott halála után Brian Johnson lett a zenekar új énekese. Rövid idő alatt el is készítették új albumukat, amelynek címe Back in Black lett. Az album gigantikus sikert aratott, mint nemcsak a zenekar, hanem a hard rock egész történelmének legsikeresebb alkotása.
Az AC/DC minden idők egyik legsikeresebb zenekara, első harminc éve alatt hozzávetőleg 200 millió példányban keltek el lemezei. Az AC/DC-é minden idők legnagyobb példányszámban eladott hard rock albuma és egyúttal a világ a harmadik legnagyobb példányszámban eladott nagylemeze, a Back in Black. Az 1980 júliusában megjelent albumból napjainkig több mint 50 millió példány kelt el.

## Története

### Bon Scott-korszak

#### Kezdetek
A skót Young család 1963-ban települt át Glasgowból az ausztráliai Sydneybe. William és Margaret Young nyolc gyermekük közül hetet magával vitt; közöttük volt az ekkor mindössze tíz esztendős Malcolm és a nyolc esztendős Angus is. A családból először az egyik idősebb testvér, George alapított zenekart The Easybeats néven, Johannes Jacob Hendrickus Vandenberggel (ismertebb nevén: Harry Vanda). Hamar komoly sikereket értek el, ám 1970-ben a csapat feloszlott. Sikereik nagy hatást gyakoroltak Malcolmra és Angusra, akik így szintén a zenész pályát választották. Először Malcolm ragadott gitárt, majd ezt látva Angus is csatlakozott, és nekilátott elsajátítani a gitározás alapjait.
Malcolm először egy Velvet Underground nevű együtteshez csatlakozott 1971-ben (ez nem a Lou Reed-féle Velvet Underground). Angus, akárcsak bátyja, 15 éves korában felhagyott iskolai tanulmányaival, és nyomdászként kezdett dolgozni egy magazinnál. Eközben megalakította élete első együttesét Tantrum néven. 1973-ban a Velvet Underground feloszlott, és Malcolm elhatározta, hogy keményebb, feszesebb hangzású, boogie alapokon nyugvó rockot játszó csapatot hoz létre. Ebbe bevonta Angus öccsét, basszistának Larry Van Kriedtet, dobosnak Colin Burgesst és énekesnek pedig Dave Evanst.
Már csak olyan nevet kellett találni az együttesnek, amely rövid, könnyen megjegyezhető és híven tükrözi az általuk képviselni kívánt elektronikus hard rockot. AC/DC nevet Malcolm és Angus egyik leánytestvére, Margaret adta a zenekarnak, aki a történet szerint egy varrógép hátoldalán olvasta ezt a számára jól csengő feliratot. Feltételezhetően nem ismerte ennek pontos jelentését, de ráérzett arra, hogy valami elektromossággal kapcsolatos jelölés lehet. Az új csapat első hivatalos fellépése 1973. december 31-én volt Sydney-ben, egy Chequers nevű klubban.

#### Út a csúcsra
1974-ben kezdtek koncertezni, eleinte számtalan tagcserével. A dobos, Colin Burgess helyére Noel Taylor, majd Peter Clack lépett, Larry Van Kriedt basszistát pedig Neil Smith, majd Rob Bailey váltotta fel. Ekkoriban szinte kizárólag feldolgozásokat játszottak: Chuck Berry, Beatles, Rolling Stones slágereit. Első saját szerzeményeiket februárban Sydneyben, az Albert Studiosnál rögzítették. Két dalt vettek fel, a Can I Sit Next To You Girlt és a Rockin' In The Parlourt; producereik Harry Vanda és George Young voltak. A dalokat júliusban adta ki az Albert Records, illetve Új-Zélandon a Polydor és ekkor készült el a csapat első videóklipje is.
A zenekar történetének legfontosabb tagcseréje 1974 szeptemberében történt. A többiek egyre elégedetlenebbek voltak Dave Evans teljesítményével, ráadásul az aktuális menedzser is elszámolási vitába keveredett vele. Ekkoriban tűnt fel a színen Ronald Belford Scott, aki éppen sofőrként dolgozott a zenekarnak, és Youngékhoz hasonlóan skót bevándorló család gyermeke volt. Bár korábban dobosként és énekesként is próbálkozott néhány együttesben (The Spektors, The Valentines, Fraternity), igazi sikert nem ért el. Néhány meghallgatás után az AC/DC gerincét alkotó Young testvérek úgy döntöttek, hogy Scott lesz az új énekesük.
Az új felállásban a csapat új lendületet is kapott. Malcolm vezéregyénisége, Angus őrült kamaszos gitárjátéka, valamint Bon Scott „fenegyerek” stílusa kitűnő kombinációnak bizonyult. A zenekar ekkor még csak néhány nagyváros (Adelaide, Melbourne, Sydney) piszkos, füstös mulatóiban lépett fel, de lépésről lépésre, koncertről koncertre nagyobb hírnévre tettek szert.
 A siker hatására novemberben, mindössze tíz nap alatt felvették első nagylemezüket, amely 1975. február 17-én jelent meg Ausztráliában. A High Voltage azonnal sikert aratott. Az album és annak első dala, a Baby Please Don't Go márciusban felkerült az ausztrál slágerlistára. Közben a csapat felállása is stabilizálódott, amikor januárban Phil Rudd lett a dobos, márciusban pedig Mark Evans a basszista. A bemutatkozó lemezen a legtöbb dalban Tony Currenti dobolt, a kislemezen kiadott Baby Please Don't Go-t azonban még Peter Clack ütötte föl.
Az AC/DC menetelése töretlen volt. Márciusban – történetük során először – televíziós műsorban léptek fel. Az ABC tévécsatorna azóta legendássá vált, Countdown című műsora adott lehetőséget Ausztrália majdani legjelentősebb zenekarának, hogy szélesebb közönség előtt is bemutatkozzon. Néhány hónappal később a High Voltage aranylemez lett, Melbourne-ben pedig a legjelentősebb könnyűzenei előadóvá léptek elő.
 Júliusban már a második nagylemezüket vették fel, amely az év végén T.N.T. címmel került a boltokba. Közben a High Voltage eladási mutatói az egekbe szöktek, és még az év vége előtt elérte a háromszoros aranylemez címet.
 Az 1976-os év ott kezdődött, ahol az előző befejeződött. A második album is kasszasiker. Több mint 100 000 példányban adtak el belőle a kiadását követő néhány hónapban. A már országos hírnevű AC/DC bárhol is lépett fel, a siker garantált volt, de Ausztrálián kívül még jószerivel teljesen ismeretlenek voltak. Adott volt tehát Michael Browning menedzsernek a feladat; mutassa be őket az egész világnak.

#### Irány Európa
A nagyratörő terv első lépése az öreg kontinens meghódítása volt. Browning szerződést kötött az amerikai Atlantic Recordsszal, mely szerint ők adják ki a csapat zenei anyagait Európában. Az üzleti háttér elsimítása után 1976. április elején az AC/DC Londonba érkezett, ahol a távolról érkezett csapat egyéni és újszerű stílusa remekül beilleszkedett a divatos zenei irányzatok közé. Először csak óvatosan mutatták be őket a londoni mulatók közönségének, majd a sikerek láttán egyre bátrabban és mind több fellépést vállaltak. Május 14-én High Voltage címmel megjelent Londonban az első Ausztrálián kívüli albumuk. Bár a cím azonos volt az előző évben Ausztráliában kiadott albuméval, de a tartalmát úgy válogatták össze az első két nagylemez dalaiból. Ezután még bő két hónapig turnéztak az Egyesült Királyságban. A meglehetősen pozitív fogadtatás után több európai turné következett. Felléptek Svédországban, Belgiumban, Hollandiában, Dániában, Németországban, Franciaországban és még Ausztriában is.
Miközben a csapat már hónapok óta Európában népszerűsítette magát, az otthon hagyott rajongóknak egy új stúdióalbummal kedveskedett. A Dirty Deeds Done Dirt Cheap zenéjét még márciusban felvették, és szeptemberben ki is adták Ausztráliában és Új-Zélandon.
 Decemberben a csapat visszarepült Ausztráliába, hogy ott népszerűsítse az új albumot. A hazai rajongók nyolc havi távollét után úgy fogadták a zenekart, mint hódító hősöket. Hogy az időközben szintén népesre duzzadt európai AC/DC fanatikusok se maradjanak kedvencük nélkül, még abban a hónapban Londonban is kiadták a Dirty Deeds Done Dirt Cheapet, ám ez a verzió nem tartalmazta a Jailbreak és a R.I.P. (Rock in Peace) című dalokat. Ezek helyett felkerült a T.N.T.-ről a Rocker és egy korábban ki nem adott szám, a Love At First Feel.
Még a feszített tempó sem ment az alkotókedv rovására. 1977 elején, a sűrű koncertprogram alatt lezajlottak a következő album, a Let There Be Rock stúdiómunkálatai; az album márciusban jelent meg Ausztráliában.
Michael Browning az AC/DC-t megismertetni kívánó, nagyratörő terve Ausztráliában és Európában bevált. De volt még egy igen jelentős, kiaknázásra váró piac, az Egyesült Államoké. Már 1976 szeptemberében megjelent az amerikai lemezboltokban a brit kiadású High Voltage, ám nem volt komoly visszhangja. 1977 elején tették meg a következő fontos lépést a világhírnév felé – de ezelőtt még Mark Evans személyes okokból kilépett a zenekarból. Helyét májusban Cliff Williams foglalta el, és vált az AC/DC állandó basszistájá.

#### USA
Még a tervezett turné előtt – három hónappal az ausztrál kiadás után, de négy hónappal az európai előtt – Amerikában is megjelent a Let There Be Rock.. A csapat első amerikai turnéja nyáron kezdődött az ország déli partvidékén, és – néhány európai fellépéssel megszakítva – télen fejeződött be. Floridában volt a legnagyobb koncert, itt 13 000 embernek adtak koncertet a Hollywood Sportatoriumban. Az első, az országot átszelő turnén a legkülönfélébb helyeken léptek fel az apró kluboktól a hatalmas stadionokig. A sorozat csúcsa a New York-i Palladiumban és a CBGB's klubban volt; az előbbi helyen használt Angus első ízben vezeték nélküli gitárt.
Október 14-én, hosszú késlekedés után végre megjelent Angliában is az év elején felvett Let There Be Rock, amely a brit slágerlistán novemberben elérte a 17. helyet. Az amerikai turnét a már említett harmadik európai turné szakította meg; ezen az új albumot kívánták népszerűsíteni. Ahogyan az várható volt, ekkortájt az európai fellépések még fontosabbak voltak.
 1977 végén visszatértek a tengeren túlra és – többek között – a New York-i Broadway-n, az Atlantic stúdiójában is felléptek egy rádióadásban. A hanganyag később Live From The Atlantic Studios címmel megjelent kifejezetten rádiós lemezlovasoknak. Mára ebből a kiadásból nagyon kevés maradt meg, de 1997-ben, a Bonfire válogatáson újra kiadták.
 Két amerikai fellépéssorozat világossá tette, hogy Amerikában is igénylik az AC/DC lendületes, nyers hard rock zenéjét, ám messze nem olyan kiéhezettek erre, mint az ausztrál és az európai közönség. Kitartó munkával és számos fellépéssel azonban az amerikai közönség is „meggyőzhetőnek” tűnt.
A hagyományos újévi sydneyi pihenő után a csapat visszatért az Albert Studiosba Harry Vandával és George Younggal, hogy felvegyenek egy új albumot. Ennek munkálatait 1978 márciusában fejezték be, és az Egyesült Királyságban április 28-án jelent meg a Powerage. Fogadtatása csak átlagosra sikerült, egy hónap alatt jutott el a brit slágerlista 26. helyéig – annak ellenére, hogy az album több dalát:
- Rock 'n' Roll Damnation
- Gimme a Bullet
- Riff Raff
- Sin City

később a zenekar legjobban sikerült slágerei közé sorolták.
A Powerage világ körüli turné április 26-án kezdődött Angliában és június végétől az USA-ban folytatódott. Itt együtt koncerteztek olyan hírességekkel, mint a Rainbow, Savoy Brown, Alice Cooper, Journey, Aerosmith, Scorpions és az UFO. Közel 100 helyszínen léptek fel az Államokban – pici kluboktól egészen az olyan neves helyekig, mint a Day On The Green szabadtéri fesztivál San Franciscóban. Az AC/DC hírneve sokat nőtt és az amerikai turné végére negyedmillió lemezt adtak el az USA-ban.
A Powerage koncertsorozat hanganyagának válogatásából született meg a következő nagylemez. Az If You Want Blood koncertalbum októberben, az amerikai turné végén, a Powerage után fél évvel jelent meg. A brit slágerlistán a 13. helyig jutott, az amerikain rögtön felkerült a top 50-be. Egy maxilemezt nem sokkal az album után 7 és 12 hüvelykes változatban is kiadott az Atlantic. Két dal szerepelt rajta, a Whole Lotta Rosie és a Hell Ain't A Bad Place To Be.

#### Highway To Hell
Az If You Want Blood You've Got Ittel lezárult az AC/DC karrierjének első szakasza, és az Atlantic javaslatára producert cseréltek. Eddie Kramer, aki korábban együtt dolgozott Jimi Hendrix-szel, a Kiss-szel és a Led Zeppelinnel is, most az AC/DC következő albumán dolgozhatott volna, de valahogy nem ment a munka. Ezért Robert John 'Mutt' Lange lett a producer. Nemcsak a producert váltottak, hanem stúdiót is: a Roundhouse Studios-hoz szegődtek Londonba. Ezekkel a cserékkel a menedzsment is változott. Michael Browningot Peter Mensch, a New York-i Leber and Krebs szervezet tagja váltotta fel.
 Az AC/DC korábban soha sem készített Ausztrálián kívül felvételeket, és soha sem dolgoztak három hétnél tovább egyetlen albumon. Most hat hónapot töltöttek a Roundhouse Studiosnál 'Mutt' Lange-gal az új nagylemez felvételein.

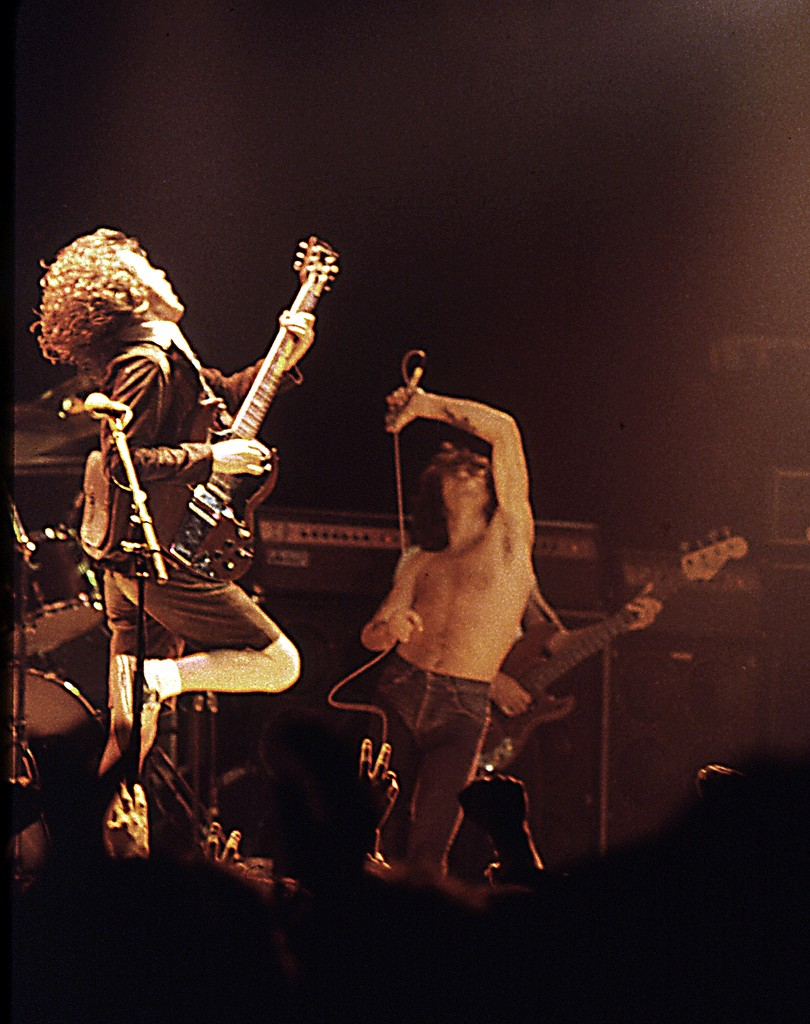
Az AC/DC 1979 augusztusában, az Ulster Hallban.

 Ez a hosszú időszak remek alkalom volt arra, hogy zenei hangzásviláguk tökéletesítésére. A kitartó és aprólékos munkával készült Highway To Hellt július 27-én adták ki, és az a brit listán hamarosan a nyolcadik helyre, az amerikain a 17-ikre ugrott. Ausztráliában is komoly sikereket értek el, a 24. helyig jutottak. Addigi karrierjük alatt a Highway To Hell sajtóvisszhangja volt a legpozitívabb.
1979 hátralévő részében az amerikai és a brit turnéra koncentráltak. Az USA-ban számos jelentős koncerten léptek fel akár más csapatok (Cheap Trick, UFO és Ted Nugent) előzenekaraként is, de nem minden sztár tartotta jó ötletnek, hogy az AC/DC-vel osztozzon a színpadon. Voltak olyanok (például: Van Halen és Sammy Hagar), akik egyenesen elutasították ezt a lehetőséget. Az eladási mutatók a közönség feltétlen lelkesedését tükrözték. Nagyratörő tervüket, az Egyesült Államok „meghódítását” a Highway To Hellel sikerült beteljesíteniük. Az album a tengerentúlon még 1979-ben elérte az egymillió példányt.
A zenekar még a szokásos ausztráliai karácsonyi szünet előtt egy terjedelmes turnén vett részt Európában. A december 9-én Párizsban, este 8 órás kezdettel adott koncertjüket egy francia stáb filmre vette; ez a stúdiómunkálatok után 1980 végén Let There Be Rock címmel mozifilmként jelent meg. Az azóta kultuszfilmé avanzsált alkotás 1982 nyarán Szóljon a rock! címmel eljutott a magyar mozikba is.
Az új évtized további európai koncertekkel kezdődött Franciaországban és az Egyesült Királyságban. Közben díjakat vehettek át a francia és kanadai eladási mutatók alapján.
1980. január 27-én az angliai Southamptonban léptek fel. Később kiderült, hogy ez volt Bon Scott utolsó koncertje.

#### Tragikus fordulat
1980. február 19-én késő délután barátja holtan találta kocsija hátsó ülésén Bon Scottot.
A hivatalos verzió szerint február 18-án, hétfőn Bon Scott ebédre volt hivatalos Ian Jeffrey-hez, a turné menedzseréhez. Onnan fél hétkor átment a londoni Music Machine nevű szórakozóhelyre. Amikor a klub hajnali 3-kor bezárt, Bon egy régi haverjával, Alistair Kinnearrel a lakásához hajtott. Amikor megérkeztek, Kinnear nem tudta részeg és öntudatlan barátját megmozdítani, ezért úgy döntött, mégis hazaviszi dulwichi szállására. Odaérve már felébreszteni sem tudta Bont. Megpróbálta kiemelni a kocsiból, de képtelen volt rá. Végül otthagyta éjszakára, és elment aludni.
 19-én a kora esti órákban ébredt fel, és visszatért Bonhoz, de még mindig teljesen öntudatlan állapotban találta. Ezért gyorsan a King's College kórházba vitte, de ott csak azt tudták megállapítani, hogy órák óta halott.
 22-én, pénteken boncolták, és a halottkém a zárójelentésben a halál okaként akut alkoholmérgezés okozta balesetet jelölt. A jegyzőkönyv szerint Bon gyomrában a halála pillanatában fél üvegnyi whisky volt, valamint az is, hogy az éjszakát eszméletlenül és nyakatekert helyzetben töltötte a kocsiban. Mindössze 33 éves volt.

### Brian Johnson éra

#### Az újjászületés
Az együttes többi tagját az eset komolyan megviselte. Tudták, hogy Scott életvitele néhányszor már korábban is megbosszulta magát. A '60-as években többször is összetűzésbe került a rendőrséggel. Az AC/DC-hez csatlakozása előtt egy komolyabb motorbalesetet szenvedett, és utána napokig kómában feküdt egy adelaide-i kórházban. 1978-ban kábítószertúladagolás miatt került életveszélyes helyzetbe. A halálhíre mégis derült égből a villámként hatott zenésztársaira. Március 1-jén, Scott temetésén maga a gyászoló édesapa próbált lelket önteni a többiekbe, és bátorította őket, hogy folytassák. Ez volt az az együttes, amelyben fiatalon elhunyt fia megtalálta számításait, amelyben a legtöbb örömét lelte.
 Március első napjaiban ismét Malcolm vette kezébe az irányítást. Összeterelte a tagokat, hogy siránkozás helyett inkább zenéljenek. Ekkor nem volt még se énekesük, se elképzelésük arra, mit is akarnak a jövőben. Malcolm visszaemlékezései szerint a zenében próbálták megtalálni lelki megnyugvásukat, és összeszedni gondolataikat. Végül elhatározták, hogy folytatják, de csak akkor, ha méltó utódot találnak Scott helyére. Tudták, hogy Scott-tal az AC/DC-ből is meghalt egy jókora rész, és ha új énekessel folytatják, az már egy másik AC/DC lesz.
 Március második felében kezdődtek a meghallgatások.

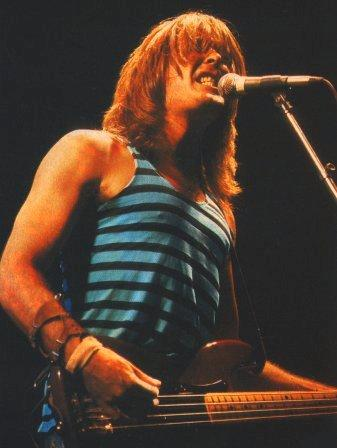
Cliff Williams 1981-ben.

 A lehetséges jelöltek között volt Youngék unokatestvére, Stevie Wright a The Easybeats-ből, Steve Burton a brit The Starfighters-ből, Alan Fryer, egy ausztrál zenész, akit sokan Scott-hoz hasonlítottak, Gary Holton és Terry Schlesher. Végül a csapat egy Anglia északkeleti részéből származó, hétköznapi melós megjelenésű fickó mellett döntött.
 Brian Johnson ekkoriban próbálta hamvaiból feltámasztani korábbi együttesét, a Geordie-t. Nem sok esélyt látott a dologra, ezért szakított időt a meghallgatásra. A történet szerint amíg a sorára várt, nekiállt biliárdozni a zenekar technikusaival, és amikor ő következett volna, már oda se hederített, csak a játék izgatta. Már ez a könnyed hozzáállás is nagyon szimpatikus volt Youngéknak, de a próbán sem kellett csalódniuk. Brian a saját, egyéni stílusában elénekelte a Whole lotta Rosie-t és még néhány számot, végképp elbűvölte a többieket. További néhány jelölt azért tiszteletét tette a meghallgatásokon, de a Young fivérek már tudták, hogy Brian az ő emberük. Végül április 8-án – Scott halála után hét héttel – hivatalosan is bejelentették: Brian Johnson az AC/DC új énekese.
Jonhnsonnal kiegészülve fejezték be a Back in Black album előkészítését, majd Bon Scott halála után néhány hónappal a Compass Point Studios-ba vonultak a Bahamákra. A lemez minden idők legsikeresebb hard rock lemeze lett a világon. A korongon olyan nagyszerű alkotások találhatók, mint a Hells Bells, You Shook Me All Night Long, Back in Black. A teljes albumot Bon Scott emlékének ajánlották, két dal pedig, a Hells Bells és a Back in Black kifejezetten Bon halálának emlékére íródott.
A következő lemezt 1981-ben vették fel. A For Those About The Rock We Salute You is sikeres lett, bár a Back in Black eladási statisztikáit nem érte utol. Ezt a lemezt is igen pozitívan fogadták a kritikusok.

#### Langyos évek
Ekkor a zenekar úgy döntött, hogy további lemezeiket maguk fogják menedzselni. Így született meg 1983-ban a Flick of The Switch, amely már megosztotta az AC/DC rajongóit. Várakozásaikat messze alulmúlta a korong, bár Young-ék szerint most sem játszottak mást, mint amire megesküdtek 1973-ban: tiszta, egyszerű rockzenét. Ezt tükrözi a lemez borítója is, mely hófehér színével erős kontrasztot állít a Back in Blacknek (sajnos a rajta szereplő zenei anyag is).
A következő évek nem nevezhetők a zenekar legszebb korszakának. Malcolm folyamatosan alkoholproblémákkal küszködött, ami odáig fajult, hogy kirúgta a zenekarból Phill Rudd dobost, akinek helyét a következő albumon Simon Wright vette át. A sikertelen Flick of The Switch album után – amit némely kritikusok a kilencedik ugyanolyan albumnak neveztek – 1985-ben jelentették meg az izgalmas borítóval tervezett Fly on The Wall lemezüket – amely azonban nem lett sokkal jobb az előzőnél.
1986 változást hozott az együttes életében. Felkérték őket a Stephen King novellájából készülő Maximum Overdrive mozifilm zenéjének megírására, és ebből hosszú évek után újra sikeres album lett, a Who Made Who, amin azonban mindössze három új szám:
- Who Made Who
- D.T.
- Chase The Ace

található, a többit régi albumaikról vették át.

#### Sikerek a '90-es években
Következő albumukat 1988-ban ismét a Blow Up Your Video a Miraval Stúdióban rögzítették Franciaországban a régi producerpárossal, George Younggal és Harry Vandával. 19 számot vettek fel, és ezek közül a 10 legjobb került a korongra.
A lemez beváltotta a hozzá fűzött reményeket. Több példányban kelt el, mint az előző két lemez együttvéve, a Blow Up Your Video címadó szám pedig a UK Chat lista 2. helyére került. A Back In Black után ez lett a legsikeresebb lemezük, amelyen a másik legjobb szám a Heatseeker. 1988-ban ismét világturnéra indultak, de Malcolm bejelentette, hogy átmenetileg visszavonul, amíg sikerül leküzdenie súlyos alkoholfüggőségét. Erre az időre Stephen testvérük fia, Stevie Young helyettesítette a ritmusgitárnál.
A turné után Simon Wright elhagyja a zenekart, és Chris Slade érkezett a helyére. Brian Johnson is visszavonult kis időre, hogy válására végleg pontot tegyen. A Young testvéreknek így bőven maradt idejük a soron következő album kimunkálására. A lemezt 1990-ben jelentették meg 'The Razors Edge' címmel. A korongot a kanadai Vancouverben rögzítették Brice Fairbairn producerrel, aki korábban az Aerosmith zenekarral és Bon Jovival dolgozott.
A The Razors Edge újra hatalmas sikereket hozott olyan dalokkal, mint a Thunderstruck, az Are You Ready, a Moneytalks, és hamar platinalemez lett. Az albumot 1991-ben a Monsters Of Rock világturnén mutatták be. A turné magyarországi állomása a Népstadionban volt a Metallicával, a Mötley Crüe-val és a Queensrÿche-kal.
Egy évvel később rögzítették újabb világsikerüket, a Big Gun című számot, az Arnold Schwarzenegger főszereplésével készült, Az utolsó akcióhős című film főcímzenéjét. Ez azonnal az első helyre került az amerikai US Mainstream Rock Chart-on.

#### Vissza a kezdetekhez (1995–2007)
1995-ben újra a régi felállás vonult be a New York-i Power Stationba Rick Rubin producerrel és Mike Fraser hangmérnökkel, de a dobhangzással komoly gondok voltak. Akárhogy próbálkoztak, mind az ötven órányi nyersanyag kárba ment. 1995 elején aztán a Los Angeles-i Ocean Way Studiót bérelték ki. A hangzás itt már jó volt, viszont az emberi ellentétek éleződtek ki Rubin és a zenekar között. Voltak olyan számok, amelyeket ötvenszer is feljátszatott velük, és a tagoknak kezdett elegük lenni Rubinból és az albumból is. Ráadásul Rubin ezzel párhuzamosan a Red Hot Chili Peppers One Hot Minute című albumán is dolgozott, úgyhogy a munka nagy részét Fraser csinálta.
A Ballbreaker album végül 1995. szeptember 26-án jelent meg és hatalmas siker lett. Amerikában negyedik, Angliában hatodik, Ausztráliában első helyet szerzett, és minden nagyobb piacon benn volt a Top 10-ben. Három kislemez jelent meg róla, és közülük kettő (a Hard as a Rock és a Cover You in Oil) bejutott Amerikában a Top 10-be. A borítóját a Marvel Comics dolgozta ki. Stílusa korai albumaik dinamikáját kívánta visszahozni. Ez az egyik legsötétebb szövegű albumuk; több dal a politika napi eseményeire válaszol.

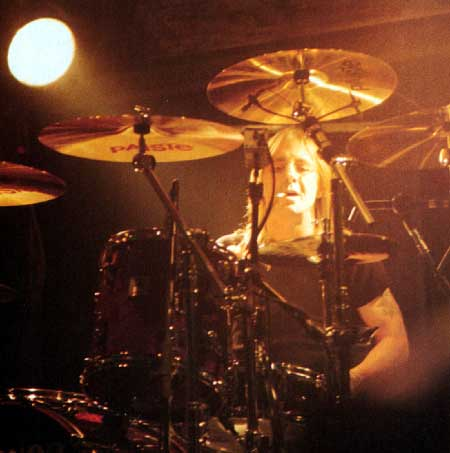
Phil Rudd 1996-ban, a 'Ballbreaker World Tour'-on.

A következő év január 12-éjén indult el 155 állomásos, öt kontinenst érintő világ körüli turnéjuk az észak-karolinai Greensboro városból, hogy november 30-án érjen véget az új-zélandi Christchurchben. Itt mutatkozott meg, hogy már nem olyan fiatalok: Brian St. Louisban elájult a hőségtől, Angus is egyre több sebet és zúzódást szedett össze a koncertek alatt. A látványos show újabb elemmel bővült: a Ballbreaker szám alatt Brian egy nagy falromboló golyón himbálózott. A július 10-ei madridi koncertet (a Plaza de Toros de Las Ventasban) filmre vették; No Bull címmel jelent meg.
1997 novemberében jelentették meg a Bonfire című box setet, amelyen megtalálható volt a Volts című, ritkaságokat (bakikat, demókat, az 1977-es, a Bondi Lifesaverben tartott koncert egy számát) tartalmazó válogatás, egy 1977-es, DJ-k számára készült promóciós kiadvány (Live from the Atlantic Studios), az 1979-es párizsi koncertjük (Let There Be Rock: The Movie – Live in Paris) és a Back in Black újrakevert változata. 1998-ban a Kerrang! életműdíjjal tüntette ki őket.
1999 végén bevonultak a vancouveri Warehouse stúdióba. Fraser mellett producerként visszatért George Young, igaz, már Harry Vanda nélkül. A Young fivérek úgy gondolták, hogy George-dzsal vissza tudnak találni az őshangzásukhoz, ezért a hangzás itt az egyik legbluesosabb. Az album 2000. február 28-án jelent meg. Amerikában hetedik, Angliában tizenkettedik, Ausztráliában harmadik lett, és több európai országban az első helyre tört. Két kislemez (a Stiff Upper Lip és a Satellite Blues) bejutott Amerikában a Top 10-be, de a 2001-ben kiadott harmadik, a Safe in New York City megbukott a New York-i terrortámadások miatt.

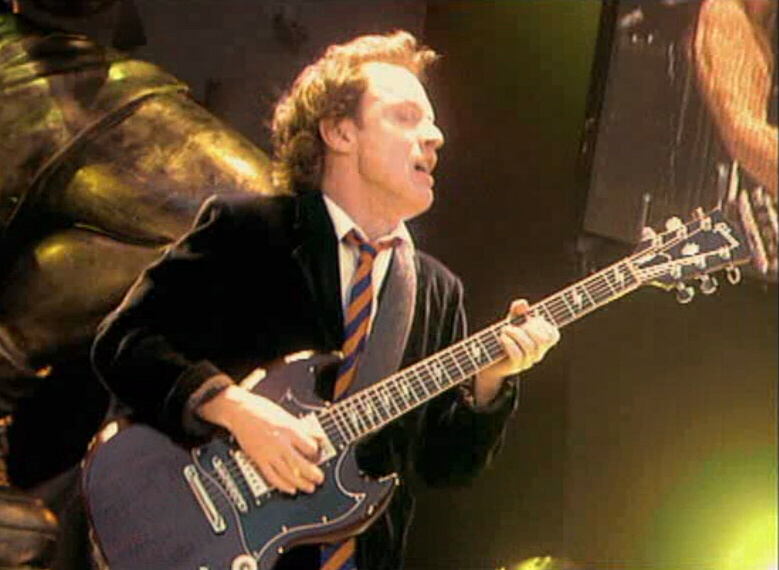
Angus Young 2001-ben a 'Stiff Upper Lip Tour'-on.

A következő turné 2000. július 31-én kezdődött a michigani Grand Rapids-ben és 2001. július 8-án ért véget Kölnben. 140 koncertet adtak. A turné fő attrakciója a Junior névre keresztelt, 15 méteres Angus-szobor, amely a Thunderstruck alatt füstöt okádott, a Hells Bells közben szarvai nőttek és Angus szólója alatt tűzijátékot produkált.
2003. március 10-én beiktatták őket a Rock and Roll Hall of Famebe. A műsorvezető Steven Tyler, az Aerosmith énekese volt. Aztán júniusban beszálltak egy mini turnéra a The Rolling Stones előzenekarának – 1980 óta ez volt az első olyan alkalom, hogy nem főzenekarként léptek fel.
2005-ben megjelent egy dupla DVD-jük Family Jewels címmel. Az egyik korongon a Bon Scott-os, a másikon a Brian Johnson-korszakban (1991-ig) készült videóklipeket gyűjtötték össze. 2007-ben jelent meg a Plug Me In DVD, amely egy koncertgyűjtemény.

#### Black Ice, Rock Or Bust
2008. augusztus 18-án bejelentették, hogy október 20-án világszerte szinte egy időben megjelenik az AC/DC várva várt új albuma, a Black Ice, 15 számmal. A lemez producere az a Brendan O’Brien, aki a Stiff Upper Lip lemezt is készítette. A felvételeket Vancouverben a Warehouse Stúdióban rögzítették.
Az album bemutatására egy gigantikus 18 hónapos koncertsorozatot szerveztek, amely 2008. október 28-án kezdődött Amerikában a Wilkes-Barre Sportarénában, és egészen 2010. tavaszáig tartott. Az észak-amerikai és európai helyszíneket Dél–Amerika, Ausztrália és Ázsia követte.
Az album első számából, a Rock ‘n’ Roll Train-ből készült videóklip pillanatok alatt körbejárta a világot az interneten. Ezek után a bejelentett koncertekre a pénztárnyitás után szinte azonnal elfogytak a jegyek az egész világon.
2008. szeptember 15-én bemutatkozott az AC/DC rádió a Sirius 29–es csatornáján, és folyamatosan sugározott AC/DC dalokat, interjúkat és koncertfelvételeket az elmúlt 30 évből.
2009 szeptemberében hat koncertet kellett elhalasztaniuk Brian Johnson műtétje miatt. Szeptember 29-én jelent meg az AC/DC Backtracks elnevezésű boxsetje, ami 3 CD-t, 2 DVD-t, és egy LP-t tartalmaz.
2010. január 16-án adták ki az Iron Man 2 albumot, amely a Vasember 2. című filmhez készült. Az albumon csak régebbi számok találhatóak.
2010. január 25-én bejelentették, hogy az AC/DC lesz az egyik fellépője a Download Festivalnak, a Donington Parkban, Angliában.
2011. május 10-én megjelent az AC/DC új koncert DVD-je a Live At River Plate.
2014-ben a kezdettől bent lévő Malcolm Young egészségügyi problémái miatt távozott a zenekarból. Több tévhír is elterjedt a zenekar feloszlásáról, de ezt az énekes cáfolta egy brit lapnak adott interjújában. Az új albumon és a koncerteken Malcolmot unokaöccse, Stevie Young helyettesíti. 2015 februárjától pedig Phil Rudd helyére – aki ellen büntetőeljárás folyt, de végül felmentették – Chris Slade ült vissza a dobok mögé. 2015. május 14-én az AC/DC fellépett a szomszédos Ausztriában, a Red Bull Ringen, Zeltweg mellett.
2016-ban a Rock or bust turné hátralévő részében, Axl Rose, a Guns N’ Roses frontembere helyettesítette Brian Johnson énekest, aki betegsége miatt nem tudta befejezni a turnét. Július elején Cliff Williams basszusgitáros bejelentette, hogy az aktuális turné végén visszavonul. Utolsó koncertje a zenekarral 2016. szeptember 20-án volt Philadelphiában.
2017. november 18-án, hosszú, súlyos betegeskedés (túlélt tüdőrák, szívproblémák, majd végül demencia) után elhunyt Malcolm Young, a zenekar alapító ritmusgitárosa és egykori vezetője.

#### Power Up
2020 szeptemberében honlapjukon bejelentették visszatérésüket a következő felállásban:
- Angus Young – szólógitár
- Brian Johnson – ének
- Cliff Williams – basszusgitár
- Phil Rudd – dobok
- Stevie Young – ritmusgitár

## Diszkográfia
| Bon Scott-éra - High Voltage (1975) - T.N.T. (1975) - Dirty Deeds Done Dirt Cheap (1976) - Let There Be Rock (1977) - Powerage (1978) - If You Want Blood (1978) ‑ koncertalbum - Highway to Hell (1979) - Bonfire (1997) ‑ box set | Brian Johnson-éra - Back in Black (1980) - For Those About to Rock (1981) - Flick of the Switch (1983) - Fly on the Wall (1985) - Blow Up Your Video (1988) - The Razors Edge (1990) - Live (1992) ‑ koncertalbum - Ballbreaker (1995) - Stiff Upper Lip (2000) - Black Ice (2008) - Rock or Bust (2014) - Power Up (2020) |

## Tagok

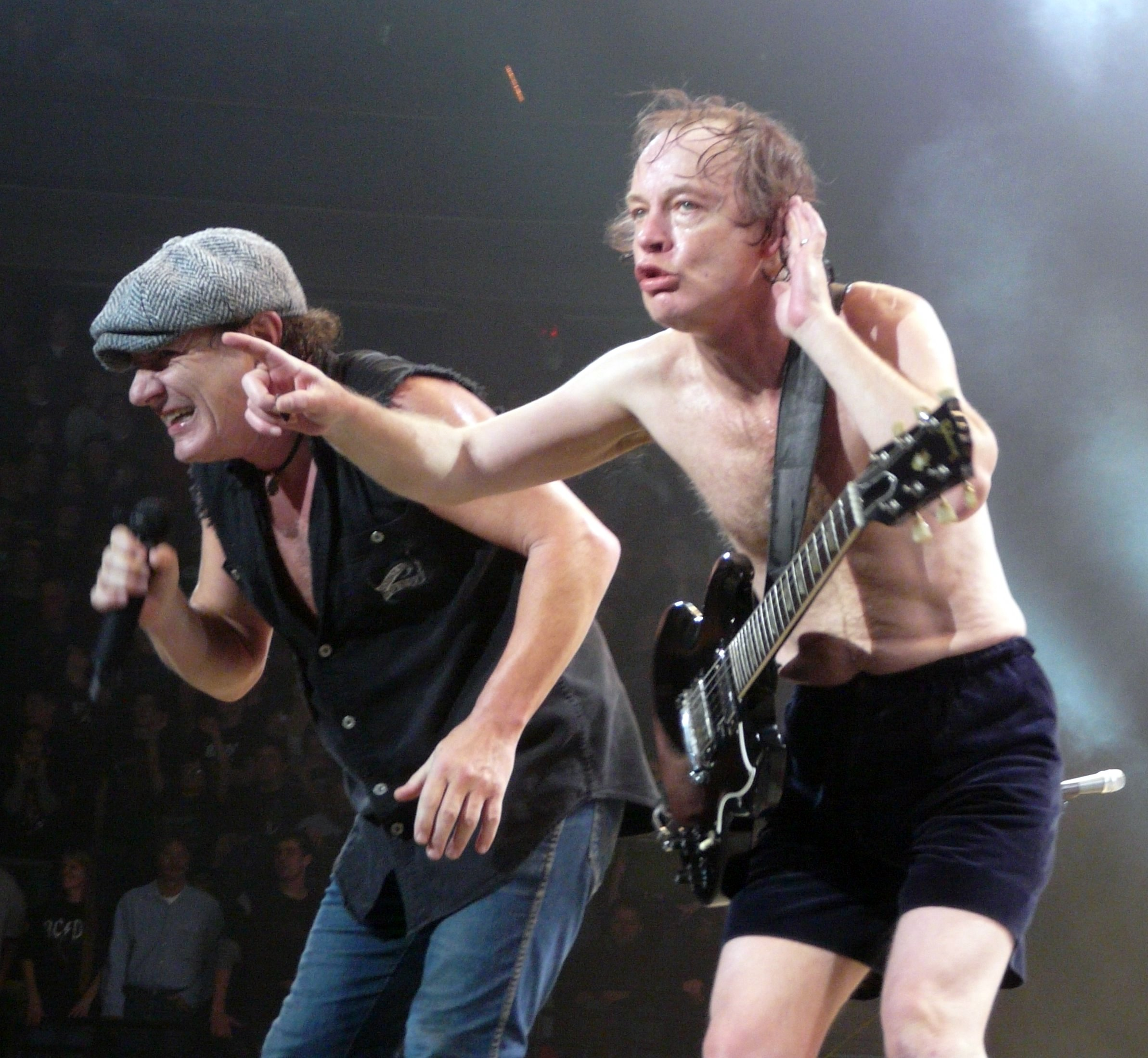
Brian Johnson (balra) és Angus Young (jobbra) 2008-ban.

### Jelenlegi tagok
- Angus Young – szólógitár (1973–napjainkig)
- Brian Johnson – ének (1980–napjainkig)
- Phil Rudd – dobok (1975–1983, 1994–2014, 2020–)
- Stevie Young – ritmusgitár, vokál (1988, 2014–napjainkig)
- Cliff Williams – basszusgitár, háttérvokál (1977–2016, 2020–)

### Vendégzenészek és turnén kisegítő tagok
- Axl Rose – ének (2016)
- Matt Laug  - dob (2023-)
- Chris Chaney - basszusgitár, vokál (2024-)

### Korábbi tagok
- Dave Evans – ének (1973–1974)
- Bon Scott – ének (1974–1980)
- Larry Van Kriedt – basszusgitár (1973–1974)
- Neil Smith – basszusgitár (1974)
- Rob Bailey – basszusgitár (1974–1975)
- Mark Evans – basszusgitár (1975–1977)
- Colin Burgess – dobok (1973–1974)
- Noel Taylor – dobok (1974)
- Peter Clack – dobok (1974–1975)
- Chris Slade – dobok (1989–1994, 2015-2019)
- George Young – basszusgitár (1975)
- Simon Wright – dobok (1983–1989)
- Malcolm Young – ritmusgitár, háttérvokál (1973–2014)[7]

### Magyarul
- Murray Engleheart–Arnaud Durieux: AC/DC. Maximum rock & roll; ford. Totth Benedek; ShowTime, Budapest, 2007
- Phil Sutcliffe et al.: AC/DC. High-voltage rock 'n' roll hiteles, képekkel illusztrált történet; ford. Bajtai Barangó Zoltán; Cartaphilus, Budapest, 2010
- Csorba Tibor: Rock and roll kárhozat; magánkiadás, Budapest, 2011
- Martin Popoff: AC/DC. Albumról albumra; ford. Farkas Sylvia; Álomgyár, Budapest, 2021 (Történelem a dalok mögött)
- Jeff Apter: High voltage. Angus Young élete; ford. Bajtai Zoltán; Trubadúr, Budapest, 2018
- Brian Johnson: Brian életei. Az AC/DC énekesének önéletrajza; ford. Bus András; Helikon, Budapest, 2023